# Camino de los Neveros
Camino de los Neveros es un barrio de Granada, España, perteneciente al distrito Genil. Está situado en la zona suroeste del distrito. Limita al este con el barrio de Bola de Oro y al oeste, con los barrios de Cervantes y Castaño-Mirasierra. Al sur limita con el término municipal de Huétor Vega.

## Lugares de interés
- Casa de los Cristales
- Estudios de Canal Sur
- Parroquia de San Gregorio Betico o de Elvira. Camino de Conejeras, s/n. Se encuentra en el límite con Bola de Oro.